# Entdeckelungsmesser

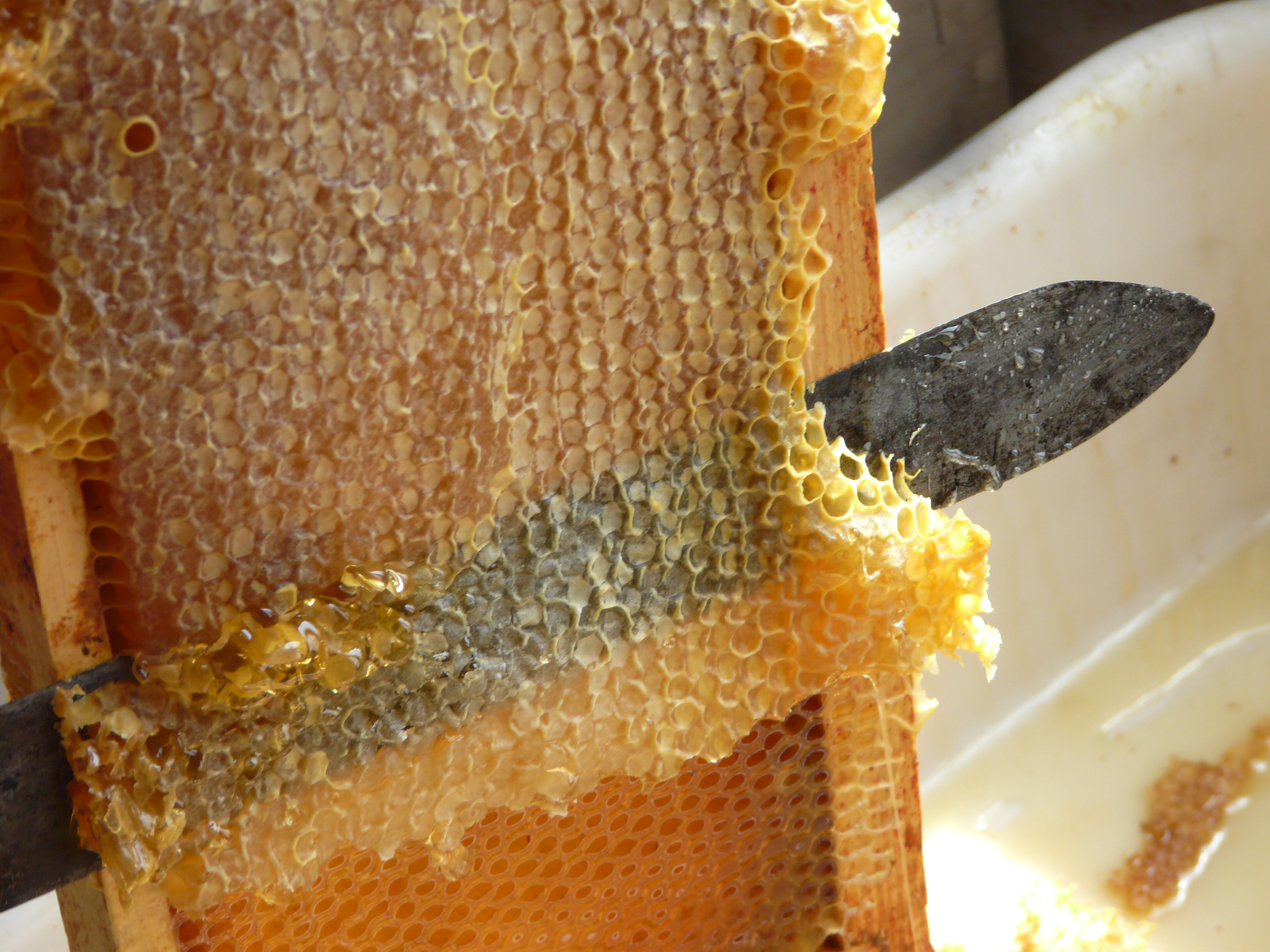
Entfernen der Wachsdeckel einer honiggefüllten Bienenwabe mit einem Entdeckelungsmesser

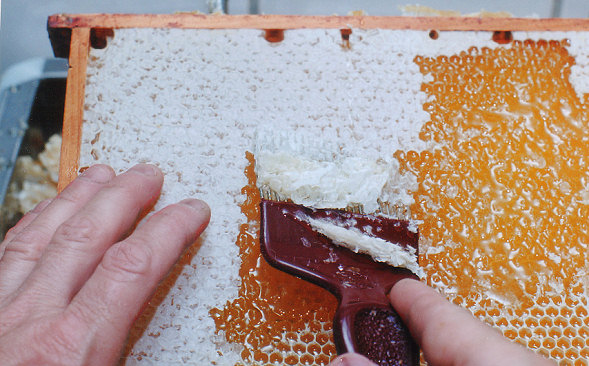
Entfernen der Wachsdeckel mit einer Entdeckelungsgabel

Das Entdeckelungsmesser ist ein Imkereigerät, mit dem Imker die von den Bienen aufgebrachten Wachsdeckel der Bienenwaben mit reifem Honig entfernen. Dem gleichen Zweck dient die Entdeckelungsgabel. Für Großimkereien gibt es Entdeckelungsmaschinen, bei denen rotierende Messer die hauchdünne Wachsschicht von den Waben abtrennen. In der Imkersprache heißt dieser Arbeitsgang „Entdeckeln“. Erst aus den entdeckelten Waben lässt sich der Honig mittels der Zentrifugalkraft einer Honigschleuder trennen.
Die Entdeckelungarbeit wird erleichtert, wenn die Gabeln oder Messer erwärmt werden. Wie beim gesamten Erntevorgang des Bienenhonigs ist es günstig, wenn Waben und Geräte annähernd die Temperatur des Bienenstocks von rund 35 Grad aufweisen. Ansonsten wird der Honig zählflüssig und ist schwer zu bearbeiten.